# Malmö Spelmanslag
Malmö Spelmanslag är Skånes äldsta spelmanslag med anor från 1948. Föreningen utgör sedan starten en lokalförening till Skånes Spelmansförbund och har sedan bildandet haft som främsta mål att bevara och göra den skånska folkmusiktraditionen levande. Malmö Spelmanslag spelar företrädesvis skånska låtar på traditionella folkmusikinstrument som fiol, flöjt, nyckelharpa, klarinett och träskofiol.